# Route End (manga)
 (décembre 2020).
Route End (ルートエンド, Rūto endo) est un shōnen manga de Kaiji Nakagawa, prépublié dans le magazine numérique Shōnen Jump+ entre 2017 et 2019 et publié en huit volumes reliés par l'éditeur Shūeisha. La version française est publiée par Ki-oon dans la collection « Ki-oon Seinen ».